# Jean-Guy Gendron
Jean-Guy Gendron (* 30. August 1934 in Montréal, Québec; † 30. Juni 2022) war ein kanadischer Eishockeyspieler und -trainer. Der linke Flügelstürmer bestritt zwischen 1955 und 1972 über 900 Spiele für die New York Rangers, Boston Bruins, Canadiens de Montréal und Philadelphia Flyers in der National Hockey League. Seine aktive Karriere ließ er bei den Nordiques de Québec in der World Hockey Association ausklingen, die er als Kapitän anführte und wenig später auch als Cheftrainer betreute.

## Karriere

### Anfänge
Jean-Guy Gendron lief in seiner Jugend für die Trois-Rivières Reds in der Québec Junior Hockey League (QJHL) auf. Sein Profidebüt gab er im Rahmen der Playoffs der Ligue de hockey senior du Québec für die As de Québec, für die er im Laufe seiner Karriere erneut auflaufen sollte. Vorerst kehrte er jedoch für ein weiteres Jahr in den Juniorenbereich zurück, bevor er sich zur Saison 1954/55 den Providence Reds aus der American Hockey League (AHL) anschloss. Dort überzeugte der Flügelstürmer mit 39 Scorerpunkten aus 47 Spielen, sodass er im Mai 1955 im Tausch für Bill Ezinicki sowie eine finanzielle Gegenleistung von den New York Rangers aus der National Hockey League (NHL) verpflichtet wurde.

### New York, Boston, Montréal und Québec
In der höchsten Liga Nordamerikas wurde Gendron vorerst hauptsächlich als defensiv orientierter Angreifer eingesetzt, sodass er sich in seinen ersten drei Jahren bei den Rangers kaum als Scorer profilierte. Im Juni 1958 gelangte er über den NHL Intra-League Draft zu den Boston Bruins, bei denen er in der Spielzeit 1959/60 erstmals die Marke von 20 Toren übertraf. Bereits im November 1960 allerdings gaben ihn die Bruins an die Canadiens de Montréal ab und erhielten im Gegenzug André Pronovost. Dort beendete der Kanadier die Spielzeit, wurde im Intra-League Draft jedoch abermals von den New York Rangers verpflichtet, bevor er im Juni 1962 auf die gleiche Art und Weise zu den Boston Bruins zurückkehrte.
In Boston ließ seine Offensivproduktion in der Saison 1963/64 deutlich nach, sodass er vorerst in die AHL geschickt wurde und dort vier Jahre für die As de Québec auflief. 1967/68 war dabei sein erfolgreichstes Jahr, so erzielte er 87 Punkte in 72 Spielen, platzierte sich damit unter den besten Scorern der Liga und erreichte mit dem Team das Playoff-Finale um den Calder Cup, in dem man allerdings den Rochester Americans unterlag.

### Philadelphia und Karriereende
Die Rückkehr in die NHL wurde Gendron durch die große Ligaexpansion von 1967 ermöglicht, so kauften die neu gegründeten Philadelphia Flyers die As de Québec und integrierten sie als Farmteam in ihre Organisation. Mit Beginn der Saison 1968/69 stand der Angreifer regelmäßig im Aufgebot der Flyers und erzielte in diesem Jahr mit 55 Scorerpunkten aus 74 Spielen seine Karriere-Bestleistung in der NHL. In der Folge war er vier Jahre in Philadelphia aktiv, bevor er 1972 in die neu gegründete World Hockey Association (WHA) zu den Nordiques de Québec wechselte, deren erster Mannschaftskapitän er wurde. Nach der Spielzeit 1973/74 beendete Gendron seine aktive Karriere. Insgesamt hatte er in der NHL 906 Partien absolviert und dabei 394 Scorerpunkte gesammelt.
Direkt mit dem Ende seiner Spielerlaufbahn übernahm Gendron die Position des Cheftrainers bei den Nordiques. Bereits in seinem ersten Jahr führte er das Team ins Playoff-Finale um die Avco World Trophy, unterlag dort jedoch den Houston Aeros deutlich mit 0:4. Nach einer weiteren Saison wurde er durch Marc Boileau abgelöst und zog sich in der Folge aus dem professionellen Eishockeysport zurück.

## Karrierestatistik
(Legende zur Spielerstatistik: Sp oder GP = absolvierte Spiele; T oder G = erzielte Tore; V oder A = erzielte Assists; Pkt oder Pts = erzielte Scorerpunkte; SM oder PIM = erhaltene Strafminuten; +/− = Plus/Minus-Bilanz; PP = erzielte Überzahltore; SH = erzielte Unterzahltore; GW = erzielte Siegtore; 1 Play-downs/Relegation; Kursiv: Statistik nicht vollständig)